# 풍호동
풍호동(豊湖洞)은 창원시 진해구의 행정동 및 법정동이다. 진해구청이 위치해 있으며, 진해구에서 가장 인구가 많은 동이며 아파트가 많다.

## 개요
풍호동은 1955년 9월 1일 진해시 승격과 동시에 풍호동이 설치된 후, 1996년 7월 1일 행암동과 장천동이 장암동으로 통합되었으며, 1998년 9월 14일 행정구역 개편으로 장암동과 통합되었고, 2010년 7월 1일 창원, 마산, 진해시 통합으로 창원시 진해구로 변경되어 현재에 이르고 있다. 지리적으로는 시의 동부에 위치하고 북으로는 천자봉을, 남으로는 진해만을 안고 있는 수려한 자연경관을 자랑하며 풍호체육공원과 수치해변이 있어 진해시민들의 휴식공간을 제공하고 있다. 또한 보건소, 민방위교육장, 청소년수련관, 근로자복지회관, 여성회관, 사회복지관이 포함되어 있는 『진해구 종합 복지관』건립으로 시민들의 복지향상 증진에 중심적 역할을 담당하게 되었으며, 2004년 7월 1일 새로운 진해구 청사가 준공되어 지리적, 행정적으로 진해구의 중심이 되었다.

## 법정동
- 장천동(將川洞)
- 행암동(行岩洞)
- 풍호동(豊湖洞)
- 자은동(自隱洞)
- 원포동(院浦洞)

## 교육
- 장천초등학교

## 주거
| 단지명                     | 건설사         | 주소           | 입주 | 비고        |  |
| -------------------------- | -------------- | -------------- | ---- | ----------- |  |
| 창원마린푸르지오 1차 1단지 | 대우건설       | ㈜중원종합건설 |      | 2015년 10월 |  |
| 창원마린푸르지오 1차 2단지 | 대우건설       | ㈜중원종합건설 |      | 2015년 10월 |  |
| 장천 대동다숲              | ㈜대동종합건설 | ㈜대동종합건설 |      | 2007년 12월 |  |